# Centaurea ilvensis
Centaurea ilvensis — вид квіткових рослин айстрових (Asteraceae). Ендемік Італії.